# Victoria State Opera
La Victoria State Opera (VSO), con sede a Melbourne, in Australia, è stata fondata a Melbourne nel 1962. La compagnia, fondata da Leonard Spira, fu una mossa verso il grand opéra dell'allora amatoriale Victorian Light Opera Co. di Gilbert e Sullivan, nome cambiato in Victorian Opera Company nel 1964 per consentire alla compagnia di eseguire un repertorio più ampio.

## Primi anni: Victoria Opera 1962–1976
Un tentativo di professionalizzare la compagnia come Victorian Opera Co fu compiuto da Alfred Ruskin, presidente della fondazione e Peter Burch, direttore generale (1970-1974), che nel 1971 nominò Dame Joan Hammond nel consiglio. Nel 1972 portò Richard Divall a Melbourne. Richard Divall sarebbe rimasto con la compagnia come direttore musicale fino al 1996. Nel 1976 Dame Joan Hammond accettò una posizione al Victorian College of the Arts e fu sostituita come presidente da John Day (1976-1982).
Richard Divall lasciò immediatamente il segno nella compagnia, elevandola a un nuovo livello di professionalità con una produzione epocale de L'incoronazione di Poppea di Monteverdi diretta da Rod Anderson e interpretata da Marilyn Richardson. Durante questi primi anni la compagnia diede un importante contributo alla divulgazione dell'Opera attraverso le sue scuole di grande successo, portando in tournée produzioni di opere appositamente commissionate, impiegando e dando lavoro ed esperienza ai cantanti più giovani della compagnia. Un altro momento clou di questi anni fu una produzione di Maria Stuarda di Donizetti nel luglio 1976, diretta da Robin Lovejoy con un cast che comprendeva Nance Grant e June Bronhill diretti da Richard Divall. Questa doveva essere l'ultima opera prodotta sotto la bandiera della Victoria Opera Company.

## Victoria State Opera 1976–1995
Nel 1976 il nuovo presidente John Day aggiunse la parola "State" al titolo per farla diventare Victoria State Opera. È citato in The Age il 29 luglio 1976, dicendo che il nuovo titolo aveva "più prestigio" e "un marchio più ufficiale". Dichiarò inoltre che "The State Opera non avrebbe cercato di emulare la sontuosità delle produzioni della Australian Opera Company". Si sarebbe concentrata sull'attrazione di un pubblico più giovane con produzioni moderne e sperimentali che avrebbero combinato l'opera con la musica e il teatro.
Il sussidio del Victorian State Government nel 1975 fu di 165.000 AUD. Nel 1976 il VSO cercò un aumento a 280.000 AUD con un sussidio del Governo Federale invariato di 56.000 AUD.
La prima produzione sotto la nuova bandiera fu Orfeo ed Euridice di Gluck, con Margaret Field, che debuttò al National Theatre di Melbourne, St Kilda il 30 luglio 1976.

### Incarichi
Tra gli incarichi significativi di questi primi anni ricordiamo:
- Ken Mackenzie-Forbes che è entrato a far parte dell'azienda come direttore generale nel 1976[7]
- Jeffrey Sher QC è diventato presidente dal 1979 al 1982[8]
- Sir Rupert Hamer AC KCMG ED è stato presidente dal 1982 al 1995
- Nel 1977 Robin Lovejoy è stato nominato Consulente Artistico della Victoria State Opera. Le produzioni VSO che diresse comprendono:
- L'Orfeo di Monteverdi (1977) Princess Theatre, Melbourne
- Pelléas et Mélisande di Debussy  (1977) Princess Theatre, Melbourne
- Idomeneo di Mozart, progettato da John Truscott, con il tenore australiano Ronald Dowd (1978) Princess Theatre, Melbourne[9]
- I pescatori di perle di Bizet, John Truscott (1979) Princess Theatre, Melbourne
- Il ritorno d'Ulisse in patria di Monteverdi (1980) Princess Theatre, Melbourne
- Il pipistrello di Johann Strauss, per il quale adattò anche i dialoghi (1981)

Nel 1982 Sir Rupert Hamer, l'ex presidente del Victoria, divenne presidente della Victoria State Opera e rimase in questa posizione fino al 1995. Era un incarico appropriato, poiché Sir Rupert era stato un vigoroso sostenitore della costruzione del complesso dell'Arts Centre Melbourne. Dal 1984 la compagnia si esibì nel nuovo State Theatre, parte dell'Arts Centre Melbourne, dove presentò almeno quattro o cinque opere all'anno per due stagioni, che alla fine hanno rivaleggiato con quelle dell'Australian Opera date nello stesso spazio. Al suo apice, il VSO aveva oltre 13.000 abbonati per stagione. Nel 1985 Brian Stacey fu nominato responsabile musicale.
Altri punti salienti della produzione di rilievo includono le apparizioni di Suzanne Steele, in particolare nel ruolo principale di La belle Hélène e come Euridice in Orfeo all'inferno. Ci furono anche Don Giovanni, Tannhäuser, I pescatori di perle (che è stato in tournée a Sydney), I racconti di Hoffmann, Faust, Aida, Il trovatore, Il barbiere di Siviglia, Il flauto magico, Andrea Chénier, Turandot, Madama Butterfly (la tradizionale produzione di Andrew Sinclair o la produzione di Ken Russell nel 1986, nell'ambito del Festival dei Due Mondi) e una produzione di Lohengrin prodotta da August Everding.
Poiché il VSO aveva progettato le proprie produzioni per il Teatro di Stato, un teatro da 2077 posti con uno dei palchi più grandi del mondo, fu anche in grado di sfruttare appieno le strutture, ad esempio palco girevole, palchi idraulici e riuscirono di creare fantasiosi ed emozionanti effetti nelle loro produzioni. La loro prima opera al Teatro di Stato fu la nuova produzione di John Copley del Don Carlo di Verdi nel 1984. Il sipario rimase aperto durante i cambi di scena in modo che il pubblico potesse ammirare i macchinari.

## Anteprime mondiali
- Inner Voices (opera da camera) di Brian Howard e Louis Nowra, 2 ottobre 1979 (Grant Street Theatre, Melbourne), diretta da Richard Divall; il cast includeva Lyndon Terracini
- Hunger di Neil Clifton, 1982
- Metamorphosis, opera di Brian Howard e Steven Berkoff, 30 settembre 1983 (St Martin's Theatre, Melbourne), diretta da Graham Cox; il cast includeva Lyndon Terracini
- Fly, opera in due atti e quattro scene di Barry Conyngham e Murray Copland, 25 agosto 1984 (State Theatre, Victorian Arts Centre, Melbourne),[14] diretto da John Hopkins; il cast includeva Anthony Roden

## Fusione con Australian Opera 1996
La compagnia decise di accettare una fusione con l'Australian Opera. In quella fusione Richard Divall fu nominato Direttore Principale Residente dell'Opera Australia dal 1996 al 2001, Lindy Hume fu nominata Direttore Artistico Associato con il controllo generale, rimanendo a Sydney con Moffatt Oxenbould. Quella fusione, che doveva coprire l'opera nel New South Wales e nel Victoria, non fu un successo e la nuova Opera Australia tagliò il personale a Melbourne e, pur mantenendo un ufficio a Melbourne, restituì la maggior parte delle sue operazioni a Sidney.
L'Elizabethan Trust Melbourne Orchestra, costituita nel 1969 per supportare l'Australian Opera e l'Australian Ballet, sopravvisse alla fusione. Nel 1987 è stata ribattezzata State Orchestra of Victoria (ora Orchestra Victoria) e continua a sostenere l'opera e il balletto nello State Theatre. Opera Australia si è assunta la responsabilità di eseguire l'opera in entrambi gli stati di Victoria e New South Wales. Più di recente la Victorian Opera è stata costituita con il finanziamento del governo del Victoria per fornire una compagnia d'opera per Melbourne e Victoria.

## Incisioni
- Lohengrin – Richard Wagner cantato in inglese; Lohengrin – Alberto Remedios, Elsa – Karen Bureau, Ortrud – Nance Grant, Telramund – Geoffrey Chard, King Henry – Noel Mangin, Herald – David Brennan; Melbourne Symphony Orchestra, direttore Richard Divall. Trasmissione radiofonica australiana novembre 1985. CD91241[16]
- Les Troyens – Hector Berlioz cantato in inglese; Margreta Elkins (Cassandre), Robert Allman (Chorèbe), Alberto Remedios (Enée), Suzanne Johnston (Ascagne), Lauris Elms (Didon), Heather Begg (Anna), Richard Greager (Iopas/Helenus), Noel Mangin (Priamo/Narbal), John Wood (Panthée); Melbourne Symphony Orchestra, Melbourne Chorale & Victoria State Opera Chorus, Richard Divall[17]
- Maria Stuarda – Gaetano Donizetti cantato in inglese; Elizabeth – Nance Grant, Mary Stuart – June Bronhill, Conte di Leicester – David Parker, Lord Talbot – John Bolton-Wood, Lord Cecil – Barry Clark, Ann Kennedy – Janet Dawson; Orchestra e coro dell'Opera di Stato del Victoria. Melbourne, 24 luglio 1976, direttore Richard Divall[6]